# Ražnjić
Ražnjić je hrid u blizini Cavtata i pripada Cavtatskim otocima. Hrid je potpuno gola, bez tragova kopnene flore.
Površina hridi iznosi 7222 m2, a iz mora se uzdiže 4 metra.
Hrid je dio ornitološkog rezervata galeba klaukavca.

## Vanjske poveznice
- Fotografija hridi Ražnjić  Arhivirana inačica izvorne stranice od 24. travnja 2015. (Wayback Machine) (ciopa.hr)